# Xã Unity, Quận Columbiana, Ohio
Xã Unity (tiếng Anh: Unity Township) là một xã thuộc quận Columbiana, tiểu bang Ohio, Hoa Kỳ. Năm 2010, dân số của xã này là 9.957 người.